# Gymnopilus subdryophilus
Gymnopilus subdryophilus là một loài nấm thuộc họ Cortinariaceae.